# Marija Matuzić
Marija Matuzić (Duga Resa, 17. kolovoza 1960.), hrvatska je nogometašica i trenerica. Najpoznatija hrvatska nogometašica. Trenutačno igra za slavonskobrodsku ŽNK Viktoriju. Igra na položaju vezne igračice. 

## Igračka karijera
Nogometna karijera Marije Matuzić traje više od 40 godina. Kao mlada talentirana djevojčica dolazi 1973. godine iz rodne Duge Rese u Zagreb, u ŽNK Loto. Marija Matuzić, igračica sredine terena, u dugogodišnjoj nogometnoj karijeri za svoje klubove (ŽNK Loto Zagreb, ŽNK Zagreb, ŽNK Sloboda 78 (današnji ŽNK Dinamo-Maksimir) do 2004. godine postigla je čak 1321 pogodak.

### Klupska karijera
U svojoj četrnaestoj godini Marija Matuzić zaigrala je za prvi tim ŽNK Loto iz Zagreba, poslije je igrala igra još za ŽNK Zagreb te ŽNK Dinamo-Maksimir za koji je igrala od 1978. do 2010. te i u 49. godini zabijala pogotke i bila proglašavana najboljom igračicom utakmice. U ljetnom prijelaznom roku 2010. godine Marija Matuzić, nakon 32 godine provedene u ŽNK Dinamo-Maksimir, odlazi u ŽNK Agram. U siječnju 2014. godine postala je igračicom ŽNK Pregrade. Za ŽNK Pregradu igrala je do 2019. godine kada je na ljeto iste godine prešla igrati za slavonskobrodsku ŽNK Viktoriju.

### Reprezentativna karijera
Marija Matuzić odigrala je 14 utakmica za jugoslavensku žensku nogometnu reprezentaciju. Za hrvatsku žensku nogometnu reprezentaciju odigrala je 20 utakmica i postigla 2 pogotka u razdoblju od 1993. godine do 2000. godine a za selekciju grada Zagreba odigrala je 8 utakmica. Za selekciju "Zapada" (selekcija 1. ženske jugoslavenske lige – Zapad) odigrala je 12 utakmica. Za hrvatsku žensku nogometnu reprezentaciju debitirala je 28. listopada 1993. godine u prijateljskom susretu Slovenija – Hrvatska (3:2) i postigla dva pogotka. Posljednju utakmicu za hrvatsku žensku nogometnu reprezentaciju odigrala je 17. lipnja 2000. godine u kvalifikacijama za EURO žene, Hrvatska – Češka (1:2). 

## Trenerska karijera
Godine 1986. Marija Matuzić završila je trenerski seminar i uz aktivno igranje trenirala je jedno vrijeme zagrebački ŽNK Dinamo-Maksimir.

## Priznanja

### Individualna
- Najbolja strijelkinja Nogometnog prvenstva Jugoslavije za žene 1982. godine s postignutih 18 pogodaka u 11 utakmica.[10]
- Najbolja strijelkinja 1. HNLŽ u sezoni 1993./94. s postignutih 32 pogotka.[11]
- 2009.: Dobitnica je Trofeja Zagrebačkog športskog saveza za životno djelo[12][13]
- Dobitnica je Priznanja za osobit doprinos u razvoju športa osoba s invaliditetom.[14]
- 2014.: Na 2. ženskome malonogometnome turniru povodom Dana državnosti Jarun 2014 proglašena je najboljom igračicom turnira.[15]

### Klupska
Osvojila je 10 naslova državne prvakinje i 10 titula pobjednice jugoslavenskog i hrvatskog kupa s klubovima ŽNK Zagreb i ŽNK Dinamo-Maksimir. Na turniru u francuskom gradu Mentonu osvojila je 1983. godine sa ŽNK Dinamo-Maksimirom i naslov najbolje klupske ekipe u Europi.
ŽNK Zagreb
- Prvakinja Jugoslavije u nogometu (3): 1975./76., 1976./77., 1977./78.

ŽNK Dinamo-Maksimir
- Prvakinja Jugoslavije u nogometu (3): 1980./81., 1981./82., 1990./91.
- Osvajačica Kupa Jugoslavije u nogometu (4): 1980., 1982., 1987., 1990.
- Prvakinja Hrvatske u nogometu (4): 1992., 2003./04., 2004./05., 2005./06.
- Osvajačica Hrvatskog nogometnog Kupa za žene (6): 1992., 1993., 2002./03., 2003./04., 2004./05., 2005./06.

## Zanimljivosti
- Nadimak Maradona nadjenuli su joj novinari oduševljeni njezinom igrom na nogometnom turniru u Italiji.[16]
- U 23. kolu prvenstva 1. HNLŽ, 2017. godine, u utakmici ŽNK Neretva Metković – ŽNK Pregrada (4:0) nastupila je za ŽNK Pregradu a od 76. minute susreta branila je umjesto ozlijeđene vratarice Hajre Đozo.[17]

## Vanjske poveznice
- Profil, Hrvatski nogometni savez
- (engl.) RSSSF: Croatia Women's Champions Winners
- (engl.) RSSSF:  Croatia Women's Cup Winners
- (engl.) RSSSF: Yugoslavia Women's Champions Winners
- (engl.) RSSSF: Yugoslavia Women's Cup Winners